# Formosa (miasto)
Formosa – miasto w północnej Argentynie, nad rzeką Paragwaj, przy granicy z Paragwajem, stolica prowincji Formosa. Około 251 tys. mieszkańców.
Miasto jest siedzibą klubów Patria i Sol de América.
W mieście rozwinął się przemysł spożywczy, włókienniczy oraz papierniczy.